# Kryl pacyficzny
Kryl pacyficzny (Euphausia pacifica) – najliczniejszy gatunek szczętek w północnym Oceanie Spokojnym. Gatunek stanowi często największą biomasę makroplanktonu w subpolarnych i umiarkowanych wodach tego oceanu. 

## Zachowanie
Kryl pacyficzny migruje wertykalnie: Zamieszkuje głębokości od 100 do 500 m p.p.m. podczas dnia i pojawia się w wodach podpowierzchniowych w nocy. 

## Występowanie
Występuje w wodach o temperaturze od 5 do 15 °C (w zależności od pór roku i głębokości migracji). Średnia temperatura wynosi 10 °C.

## Znaczenie w ekosystemie
Jako część zooplanktonu stanowi ważny element pokarmu ryb oraz morskich ssaków i ptaków, jak np. nurniczka ciemnego. 

## Znaczenie dla człowieka
W wodach u wybrzeży Japonii kryl pacyficzny poławiany jest na duża skalę i znajduje zastosowanie w kuchni japońskiej jako isada krill albo tsunonashi okiami (ツノナシオキアミ).